# Tatort: 30 Liter Super
30 Liter Super ist ein Film aus der Tatort-Reihe aus dem Jahr 1979. Es ist ein Saarbrücker Tatort. Ermittler ist der Kommissar Schäfermann (Manfred Heidmann). Der Film wurde am 8. April 1979 zum ersten Mal ausgestrahlt.

## Handlung
Bauunternehmer Loderer wird im Zug nach Paris ermordet und die 150.000 DM, die er für einen Grundstückskauf bei sich hatte, werden geraubt. Kommissar Schäfermann übernimmt den Fall und verdächtigt Loderers verschuldeten Teilhaber Josef Eckel, der auch die Firma erben wird. Der hatte von einem Geschäftsfreund einen fünfstelligen Betrag ausgeliehen und das Geld in ein angeblich sehr lukratives Geschäft gesteckt. Als abzusehen ist, dass Eckel sein Geld verloren hat, lässt ihm der Geldgeber 48 Stunden Zeit, seine Schulden zu begleichen. 
Da Josef Eckel am Vortag sein Auto in der Werkstatt zur Durchsicht hatte, kann Schäfermann sehr genau seine gefahrenen Kilometer und den fehlenden Kraftstoff (30 Liter Super) feststellen. Das belastet Eckel, da er angegeben hatte, nur in der Stadt unterwegs gewesen zu sein. Diese Theorie gerät jedoch ins Wanken, als sich Peter Gabler bei der Polizei meldet und behauptet, mit Eckels Wagen zu seiner Freundin gefahren zu sein. Er jobbt in der Werkstatt, in welcher das Auto am Vortag war, und hatte sich angeblich die Schlüssel kopiert. Die Tatsache, dass Gabler mit Eckels Anwalt im Rücken erscheint, macht den Kommissar allerdings stutzig. Dennoch muss er Eckel aus der Untersuchungshaft entlassen. Da Gablers Freundin dessen Angaben bestätigt, ist Schäfermann ratlos.
Am Abend erscheint Peter Gabler bei Eckel und gibt zu verstehen, dass er für seine Aussage eine Gegenleistung erwartet. Als er sich schon am nächsten Tag wieder Geld bei Eckel holt, erklärt dieser ihm, dass seine Dankbarkeit Grenzen hätte. Doch schon nach kurzer Zeit erpresst Gabler den Bauunternehmer erneut und so fasst Eckel den Entschluss, Gabler zu beseitigen. Er lockt den Autonarren mit einem kleinen privaten Wagenrennen und provoziert einen Unfall, bei dem Gabler in seinem Porsche verbrennt. Schäfermann, der Eckel gefolgt war, nimmt ihn daraufhin fest, denn er kann inzwischen beweisen, dass Gablers Aussage falsch war: Seine Freundin hat ihre Aussage zurückgezogen, nachdem sie befürchten musste, dass ihr Freund für den Mörder gehalten werden würde, da er zur Tatzeit nicht mit Eckels Auto bei ihr, sondern im gleichen Zug wie das Opfer war.

## Hintergrund
Eine vielfach rezipierte Autorennszene zwischen Eckel im BMW 630 CS (siehe Film Min. 36,24) und Gabler im Porsche 911 (Urmodell) erfolgt am Ende des Films.

## Kritiken
Die Kritiker der Fernsehzeitschrift TV Spielfilm urteilten später verhalten: „Der wirklich alte Fall ist nur etwas für Fans.“